# Белов, Павел Александрович
Па́вел Алекса́ндрович Бело́в (род. 18 декабря 1977, Усть-Илимск, Иркутская область) — российский физик, занимающийся разработкой оптических метаматериалов. Профессор РАН (2022).

## Образование
Выпускник физико-математической школы № 30 Санкт-Петербурга. В 2000 году окончил с отличием Санкт-Петербургский национальный исследовательский университет информационных технологий, механики и оптики (Университет ИТМО). С 2000 по 2003 год учился в аспирантуре Университета ИТМО. В 2003 году защитил кандидатскую диссертацию по оптике в Университете ИТМО, в 2006 году получил степень Doctor of Science in Technology по радиофизике в Хельсинкском технологическом университете. В ноябре 2010 года в университете ИТМО защитил докторскую диссертацию по радиофизике и оптике по теме «Передача распределений электромагнитного поля со сверхразрешением при помощи предельно анизотропных метаматериалов».

## Достижения
Центральным достижением Белова является разработка метаматериалов (искусственных материалов с электромагнитными свойствами, не наблюдаемыми в природе), которые позволяют передавать изображения со сверхразрешением (то есть много меньшим длины волны используемого излучения), на несколько порядков превосходящим обычные оптические системы передачи изображений. В частности, им создана гиперлинза, передающая изображения с разрешением в 15 раз меньшим длины волны на расстояния больше трёх длин волн и увеличивающая их в три раза. На сайте Президента Российской Федерации сообщается:

Полученные П. А. Беловым результаты имеют как фундаментальное, так и огромное практическое значение, поскольку могут радикальным образом изменить концепции конструирования оптических и микроволновых компонент различных устройств и тем самым привести к революции в информационно-телекоммуникационных технологиях.

Павел Белов — лауреат Премии Президента Российской Федерации 2009 года в области науки и инноваций для молодых учёных, член Совета молодых ученых и специалистов Санкт-Петербургского национального исследовательского университета информационных технологий, механики и оптики (Университет ИТМО).
C 2000 работает в Университете ИТМО (Санкт-Петербург), с апреля 2021 года занимает должность директора физико-технического мегафакультета, где реализуется четыре бакалаврских программы и девять магистерских.
Помимо Университета ИТМО Павел активно работает за рубежом (в Финляндии, Великобритании, Южной Корее). Среди компаний, с которыми он сотрудничает — Nokia, Samsung Electronics, Bosch. Читает лекции и доклады по приглашению Оптического общества Америки (OSA Distinguished Visiting Lecturer Award, 2008) и Общества оптики и фотоники (SPIE Visiting Lecturer Award 2009).

## Публикации
Павел Белов — автор или соавтор более чем трёхсот статей в реферируемых научных журналах (Nano Letters, Advanced Materials, Applied Physics Letters, Journal of Optics, Physical Review B, Physical Review E, Proceedings of SPIE) восемнадцати глав в книгах и более чем 300 докладов на международных конференциях.
По данным на конец мая 2024 года Павел Александрович обладает выдающимся Индексом Хирша — 66

## Награды

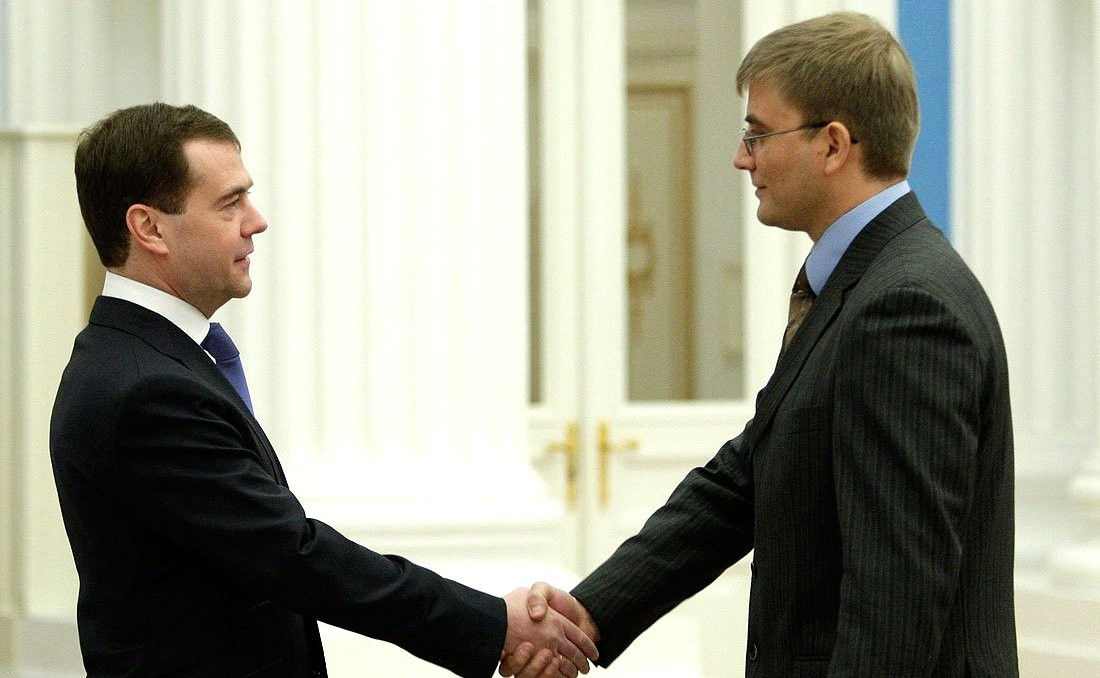
Дмитрий Медведев и Павел Белов на церемонии вручения премий Президента Российской Федерации в области науки и инноваций для молодых учёных за 2009 год

- 2003 год — Международная премия имени Дэнниса Габора (International Dennis Gabor Award) Академии наук Венгрии[3]
- 2005, 2009 год — Победитель конкурсов на соискание грантов Президента Российской Федерации для государственной поддержки молодых российских ученых-кандидатов наук.
- 2006 год — Медаль международного общества техники и технологий за заслуги в области электродинамики (IET Achievement Award)[3]
- 2007 год — Медаль британского Общества технических наук и технологий[англ.] за достижения в области электродинамики (IET Achievement Award).
- 2009 год — Премия Президента Российской Федерации в области науки и инноваций для молодых ученых.
- 2017 год — Премия Правительства Санкт-Петербурга за выдающиеся достижения в области высшего и среднего профессионального образования. Победитель в номинации «Научные достижения, способствующие повышению качества подготовки специалистов и кадров высшей квалификации»[4]
- 2022 год — почётное учёное звание профессора РАН (избран по Отделению физических наук)[5].
- 2025 год — Fellow of the Electromagnetics Academy